# بنجامین کروزه (بازیکن فوتبال)
بنجامین کروزه (انگلیسی: Benjamin Kruse؛ زادهٔ ۴ مهٔ ۱۹۷۸) بازیکن فوتبال اهل آلمان است.
از باشگاه‌هایی که در آن بازی کرده‌است می‌توان به باشگاه فوتبال فرایبورگ، باشگاه فوتبال دویسبورگ، و باشگاه فوتبال هامبورگ اشاره کرد.